# Лихі люди
Лихі люди (друга назва – Товариші) – повість українського письменника Панаса Мирного, написана у 1875 році. Вперше під назвою «Лихі люди» надрукована у 1877 році у Женеві, без зазначення відомостей про автора. В подальшому цей твір після значних редагувань та під назвою «Товариші» був підготований автором для публікації у збірці «Збираниця з рідного поля». Але через цензуру, що на той час панувала в Російській імперії, повість опублікована не була. Про це П. Мирний висловився у листуванні з М. Коцюбинським: «Ви, певне, знаєте, що «Лихі люди» перше всього надруковані в Женеві. Я їх перехристив в «Товариші» і подав був до нашої цензури, а там як прочитали, то трохи ґвалту не наробили, що як, мов, можна такий твір подавати до цензури?». 
На теренах України повість була надрукована під назвою «Товариші» Полтавською спілкою споживчих товариств у 1918 році.

## Тема, ідея твору
Тема та ідея твору – боротьба тогочасної інтелігенції проти несправедливого суспільного ладу Російської імперії.

## Проблематика твору
Основною проблемою повісті є конфлікт прогресивної людини із пануючим суспільним ладом та протиріччя між представниками інтелігенції, одні з яких намагаються боротися проти існуючої несправедливості, інші – є представниками або пристосуванцями системи.

## Основні дійові особи
Петро Телепень - письменник, прихильник прогресивних ідей;
Тимофій Жук - товарищ П. Телепня, народник;
Шестірний - колишній однокласник П. Телепня, Т. Жука й Г. Попенка, в подальшому - помічник прокурора;
Григорий Попенко - колишній однокласник П. Телепня, Т. Жука й Шестірного, в подальшому - тюремний священик.

## Сюжет
Дія повісті розгортається у другій половині XIX століття. Письменник Петро Телепень заарештований та знаходиться у в’язниці. Перебуваючи в одиночній камері він у снах згадує своє життя.
Згадує початкову школу,  гімназію та  своїх однокласників: Жука, який від шкільної лави прагнув справедливості;  Шестірного, котрий завжди намагався вислужитися перед начальством та Попенка –  очікувача доходної парафії та багатої попівни-дружини. Сам Телепень, ще будучи студентом Київського
університету, вирішує присвятити себе письменству. Згодом Жук, якому вже була знайома тяжка праця, визнає його талант. І Жука і Телепня завжди хвилювала важка доля народу.  Саме це відображав у своїх рукописах Телепень, через що і був заарештований.
Закритий у тюремній камері, під впливом арешту та роздумів про несправедливість життя, він постійно перебуває у пригніченому стані. Напруження додає допит, який проводив його колишній товариш Шестірний, на той час помічник прокурора. Тож коли до Телепня приходить на побачення мати, в нього трапляється нервовий зрив. Повернувшись до камери, він чує, як у тюрмі лунає пісня, і впізнає голос свого товариша, Жука. Остаточно втративши розум, Телепень покінчує життя самогубством. Попенко - тюремний священик, глузує зі смерті П. Телепня, шкодуючи, що не отримав гроші з його похорону.

## Сприйняття
Як зазначено у науковій статті, опублікованій у «Віснику Запорізького державного університету», «повість «Лихі люди»…вважається одним з перших зразків власне психологічної прози в нашій літературі».
На думку українського літературознавця Сергія Єфремова, повістю «Лихі люди» «розпочинає Мирний низку творів, у яких головним мотивом поставлено активне шукання правди, разом із протестом, бунтом проти того соціального укладу, що правді не тільки не сприяє, а навпаки скрізь саджає кривду на покуті й помагає їй верховодити в житті» .